# 삼화왕관
삼화왕관 주식회사는 대한민국 최초이자 최대의 병마개 제조회사이다.

## 역사
1972년 납세 병뚜껑 사업자로 처음 지정됐고, 1985년 세왕금속공업이 추가 지정되며 25년 동안 두 기업에 의한 독과점 시장이 만들어졌다.두산그룹 계열사였으나 2010년 민간 유리병 제조업체인 금비에 매각되었다.

## 논란
국세청 전 국장, 납세지원국장, 심사1담당관, 동안양세무서장, 삼척세무서장, 평택세무서장 등 전직 국세청 직원들이 회사 고위직에 재취업하여 인허가권을 쥔 국세청을 상대로 한 로비 목적이 아니냐는 의혹이 끊임없이 제기되고 있다.